# Aviation at Los Angeles, California
Aviation at Los Angeles, California è un cortometraggio muto del 1910. Il nome del regista non viene riportato nei credit mentre appare quello dell'operatore Jess Robbins,

## Produzione
Girato al Dominguez Field di Los Angeles, il film fu prodotto dalla Essanay Film Manufacturing Company. Nel documentario, conosciuto anche con il titolo alternativo The Aviation Meet at Los Angeles, appaiono alcuni dei nomi più noti della storia dell'aviazione americana nella sua fase pionieristica.

## Distribuzione
Il documentario - un cortometraggio lungo 180 metri distribuito dall'Essanay Film Manufacturing Company - uscì nelle sale cinematografiche USA il 16 febbraio 1910. Nelle proiezioni, veniva programmato con il sistema dello split reel, accorpato in un'unica bobina con un altro cortometraggio prodotto dall'Essanay, la commedia Baby's First Tooth.
Copia della pellicola viene conservata negli archivi dell'International Museum of Photography and Film at George Eastman House.